# 오사카조코엔역
오사카 성 공원역(일본어: 大阪城公園駅, おおさかじょうこうえんえき 오오사카조코엔에키[*])은 일본 오사카부 오사카시 주오구에 위치한 서일본 여객철도의 역이다.

## 역 구조
상대식 승강장으로 2면 2선의 지상역이다. 역사는 고가화되어 있다. 오사카 순환선에서는 오사카 성 공원 부분만 지상으로 되어 있다. 최근에는 엘리베이터가 설치되어 승강 환경이 개선되었다. 모리노미야 전차구가 인접해 있기 때문에 아침 일찍 일부 오사카 성 공원에서 시발하는 외선 열차가 설정되어 있고, 심야에는 모리노미야역에 종착하는 내선순환 회송 열차가 일부 오사카 성 공원역을 통과해 오사카 성 공원역과 교바시 역의 중간에 있는 인입선을 통해 전차구의 차고로 들어간다.
어번 네트워크의 일부에 속해 있어 이코카 및 제휴 IC 카드의 사용이 가능하다.

### 승강장
| 1 | ■ 오사카 순환선 내선 | 교바시・오사카 방면   |
| 2 | ■ 오사카 순환선 외선 | 쓰루하시・덴노지 방면 |

## 역사
- 1983년 10월 1일: 오사카 순환선의 모리노미야역 ~ 교바시 역 간에 일본국유철도 소속 역으로써 개업. 오사카성 축조 400주년 축제에 맞춰서 개업하였다.
- 1987년 4월 1일: 민영화에 의해 서일본 여객철도의 소속이 되었다.
- 2003년 11월 1일: 이코카의 사용이 개시되었다.

## 인접정차역
| 서일본 여객철도 오사카 순환선 | 서일본 여객철도 오사카 순환선 | 서일본 여객철도 오사카 순환선 |
| ----------------------------- | ----------------------------- | ----------------------------- |
| 모리노미야 외선 순환          | ■ 오사카 순환선               | 교바시 내선 순환              |